# Leopold Obermayer
Leopold Obermayer (Wurzburgo, el 10 de mayo de 1892 - KZ Mauthausen, el 22 de febrero de 1943) fue perseguido por judío y homosexual durante el nazismo. Obermayer, que era ciudadano suizo, era Doctor en Derecho y marchante de vinos en Wurzburgo. Fue detenido en octubre de 1934; inicialmente retenido durante dos años, principalmente en el campo de concentración de Dachau, posteriormente fue condenado a diez años de trabajo forzados en 1936 por el artículo 175 del código penal alemán, que ilegalizaba la homosexualidad. Las oficinas suizas responsables de la defensa de sus ciudadanos no fueron muy diligentes con Obermayer; en parte defendían el punto de vista de «que Obermeyer a penas piensa o siente como un suizo.»

## Vida
El padre de Obermayer era un tratante de vinos de Wurzburgo que en 1875 había renunciado a su ciudadanía bávara y adoptado la suiza. Al igual que sus padres y hermanos, Leopold Obermayer era considerado ciudadano de Siblingen, en el Cantón de Schaffhausen. Obermayer estudió Derecho y Ciencias políticas (Staatswissenschaften) en Alemania y Suiza, doctorándose en febrero de 1918 en la Universidad de Fráncfort. Tras la muerte de su padre, Obermayer tomó las riendas del negocio. Creyente judío, aceptó inicialmente con vacilación su homosexualidad, pero más tarde vivió su condición de forma abierta y seguro de sí mismo.

### Detención
Tras la toma del gobierno del partido nazi, el 31 de octubre de 1934 Obermayer se presentó ante el jefe local de la policía política bávara en Wurzburgo, Josef Gerum, para quejarse del control de su correo. Gerum era miembro del partido nazi desde 1920 y era considerado «especialmente homófobo»; había sido trasladado desde Múnich a Wurzburgo a mediados de abril de 1934. Ese mismo día, Obermayer fue «retenido» (Schutzhaft), acusado de espionaje, de conexiones con el ilegal Partido Comunista de Alemania y de esparcir rumores perjudiciales a la nación. Estas acusaciones apenas fueron tematizadas más tarde, en los juicios contra Obermayer; una acusación por traición fue desestimada en junio de 1936. 
Durante el registro de la caja fuerte de Obermayer se encontraron fotos homoeróticas de hombres desnudos y se requisó su correspondencia con el amplio círculo de amigos y conocidos. En los días siguientes se iniciaron pesquisas contra por lo menos otras 68 personas. Con base en las informaciones de Gerum, el 7 de noviembre de 1934 se publicó un informe en el periódico Mainfränkische Zeitung:

Anscheinend haben wir in der Person des Dr. Obermayer, Weinhändler, Würzburg, Wolframstraße 1, einen Vertreter jener Rasse erwischt, den man ohne Rücksicht auf seine Zugehörigkeit zum Stamm Manasse ruhig als einen der gemeinsten und moralisch minderwertigsten Menschen bezeichnen kann, die unter der Sonne wandeln. […] Also Dr. Obermayer […] ist auch heute noch ein Kommunist reinsten Wassers, er hat sich die Schweizer Staatsbürgerschaft zugelegt und ist − Jude. Er ist von jener gemeinen Veranlagung, die Mediziner Päderastie nennen und die der Volksmund mit anormal oder − nachsichtiger ausgedrückt − mit unglücklicher Veranlagung bezeichnet. […] Nun sind wir ihm auf der Spur. Wir wissen, daß wir in diesem Juden ein gemeingefährliches Individuum aufgespürt haben, das verdient hätte, auf eine andere Art und Weise gestraft zu werden, als durch eine humane Inschutzhaftnahme.
Por lo visto, en la persona del Dr. Obermayer, tratante de vinos, Wurzburgo,  Wolframstraße 1, hemos pillado a un representante de esa raza que, sin tener en cuenta su pertenencia a la Tribu de Manasés, se puede calificar con tranquilidad de lo más infame y moralmente inferior que se mueve bajo el sol […] Además, el Dr. Obermayer […] todavía hoy es un comunista puro, ha conseguido la nacionalidad suiza y es − judío. Es de esa tendencia infame que los médicos llaman pederastia y que la boca del pueblo denomina anormal o  − expresado de forma más indulgente − de tendencia desgraciada.  […] Ahora le seguimos la pista. Sabemos que con este judío hemos descubierto a un individuo peligroso para la seguridad pública, que merecía un castigo distinto al de la detención tan humana que ha sufrido.

Durante la toma de declaraciones, ninguna de los testimonios de Obermayer pudo usarse en su contra, sin embargo, señaló que en el entorno del Gauleiter del Gau Mainfranken, Otto Hellmuth, «se sentaban homosexuales». Gerum inició una investigación que envió al ministerio del interior bávaro el 5 de mayo de 1935, en la que informaba sobre «Ocurrencias en la dirección del Gau de Mainfranken». El Gauleiter Hellmuth exigió por su parte el relevo de Gerum y lo calificó de «completamente inútil [...] para su uso en la policía política.»
El cónsul general suizo en Múnich fue informado de la detención de Obermayer antes del 19 de noviembre de 1934. El 24 de noviembre el representante en Múnich confirmó que Obermayer no poseía la nacionalidad alemana. La posesión de la ciudadanía suiza en exclusiva era una de las condiciones que Suiza había impuesto para proteger a sus ciudadanos en Alemania. El abogado de Obermayer en Wurzburgo, Karl Rosenthal, aseguró a las autoridades suizas que su cliente no había cometido ningún delito como homosexual conocido, y sobre todo, no era comunista. Rosenthal también propuso una extradición hacia Suiza. El enviado de Suiza en Berlín, Paul Dinichert, y el jefe de la sección de exteriores en Berna, Pierre Bonna, decidieron a finales de 1934 no realizar ninguna acción a favor de Obermayer, ya que desde su punto de vista, las acusaciones eran muy graves. Para una extradición hacia Suiza era necesaria una petición del cónsul en Múnich a las autoridades alemanas, petición que nunca llegó.

### Campo de concentración de Dachau
El 12 de enero de 1935, Gerum entregó pesonalmente a Obermayer al comandante del campo de concentración de Dachau, Heinrich Deubel. Los siguientes 21 meses fueron para Obermayer una pesadilla de torturas, interrogatorios, falta de higiene, cuidados médicos insuficientes, falta de alimentos e insultos constantes, hasta las amenazas de muerte. Pasó por lo menos seis meses en una celda similar a un sótano, el llamado Kommandanturarrest, «arresto de la comandancia». Según el relato de Obermayer, la información sobre la muerte de su madre le llegó en las siguientes circunstancias:

Am 16. September früh nach dem Rasieren, durch Lang im Hof aufs grausamste mißhandelt. Anwesend noch Verwalter Kantschuster. Andere ohne weiteres vom Laufen dispensiert, meine diesbezügliche Bitte wegen Herzbeschwerden durch Lang und Kantschuster abgeschlagen. Lang befahl »Zelle 10«, seinen besonderen »Spezi«, neben mir zu laufen, mich vorwärts zu stoßen und zu treten, was »10« nach Kräften tat, er boxte auch in die Nieren, bis er mich niedergetreten hatte. Dann mußte ich zu Lang in sein Zimmer, er nahm einen Stock aus dem Schrank und drohte mir fürs nächste Mal 25 Hiebe an. Dann mußte ich erhitzt, mit jagendem Puls, angezogen unter die eiskalte Dusche, bis ich vom Rock bis zu den Schuhen tropfnaß war. Dann naß in den Hof zurück − es war recht kühl − und weiter marschiert. Hierauf wurde ich von Lang in Gegenwart von Kantschuster, naß in tropfnassen Kleidern, mit den Händen, Kopf nach unten, in Zelle 10 an den Bodenring gekettet. Hinsetzen mit Drohungen verboten. Mein Körper bildete einen Halbkreis! Ich fror jämmerlich, durch die Mißhandlung war ich aufs äußerste resp. total erschöpft. Um 11 Uhr kamen Kantschuster und Lang, schwenkten eine Depesche, Lang rief: »Wieder ein Jud' weniger, Ihre Mutter ist tot.« − Erst auf wiederholtes Bitten wurde ich losgekettet, trockene Sachen bekam ich nicht, mußte mich nackt in eine Decke hüllen. − So bekam ich vielleicht durch meine Mutter das Leben gerettet, ich hätte über Nacht so [angekettet bleiben]. Schreibsachen trotz Todesfall verweigert.
El 16 de septiembre, temprano, después del afeitado, maltratado por Lang de la peor forma en el patio. Presente estaba el administrador Kantschuster. Otros sin más dispensados de la marcha, mi petición en ese sentido, debido a mis problemas de corazón, desestimada sin más por Lang y Kantschuster. Lang ordenó a «Zelle 10», su «amiguito» especial que marchase a mi lado, me empujase y me diese patadas, lo que «10» hizo con saña, también me dio puñetazos en los riñones, hasta que me tiró al suelo. Entonces tuve que ir con Lang a su habitación, tomó un palo del armario y me amenazó con 25 golpes. Luego tuve que, acalorado y con el pulso acelerado, vestido, ponerme bajo la ducha helada, hasta que estuve completamente mojado desde la chaqueta hasta los zapatos. Entonces de vuelta al patio −hacía bastante fresco− y a seguir marchando. Seguidamente Lang, en presencia de Kantschuster, me encadenó a la anilla en el suelo de la celda 10, húmedo con la ropa mojada, con las manos y la cabeza hacia abajo. Sentarse estaba prohibido bajo amenazas. ¡Mi cuerpo formaba un semicírculo! Me helaba de forma lastimosa, debido a los maltratos estaba completamente agotado. A las 11 vinieron Kantschuster y Lang, ondearon un telegrama, Lang gritó: «Otro judío menos, su madre ha muerto.» −Sólo después de pedirlo varias veces, me quitaron las cadenas, no me entregaron ropa seca, tuve que envolverme desnudo en una manta. −Así, posiblemente gracias a mi madre, salvé la vida, hubiese pasado la noche así [encadenado]. Papel y lápiz me fueron denegados a pesar del fallecimiento [de mi madre].

Tras la petición de un familiar de Obermayer, el enviado suizo en Berlín, Paul Dinichert, propuso una intervención en el Ministerio de Asuntos Exteriores alemán, para llevar a Obermayer frente a un tribunal ordinario. Esta propuesta fue rechazada el 21 de febrero de 1935 personalmente por el jefe del Departamento de Asuntos Exteriores federal suizo, el consejero Giuseppe Motta: Motta consideró que una intervención «apenas beneficiaría los intereses generales suizos». El enviado en Berlín recibió instrucciones, «en vista del tipo y el número de faltas contra las costumbres», de no intervenir «a favor de este ciudadano suizo gravemente comprometido [en asuntos] morales, así como políticos, que además ha confesado.» La actitud de los suizos cambió en agosto de 1935, tras un informe del Departamento de Justicia y Policía federal suizo, según el cual la práctica alemana de Schutzhaft (retención preventiva) no sería admisible contra ciudadanos extranjeros. A finales de agosto, el parlamento federal aprobó una petición a favor de un juicio ordinario contra Obermayer.

### Orden de detención
El 11 de septiembre de 1935, la central de Múnich de la policía política bávara ordenó que, o bien se realizaba una orden de detención judicial contra Obermayer, o bien se le internara para ser liberado posteriormente. El 23 de septiembre Obermayer fue trasladado a la cárcel de Wurzburgo, más tarde a la cercana Ochsenfurt. Allí se inició una orden de detención contra él por el artículo 175. En la cárcel, Obermayer escribió en una carta manuscrita de dieciséis páginas, fechada el 2 de octubre, las circunstancias de su retención en Dachau. Este documento se considera «de especial valor» entre los escritos contemporáneos de los presos de Dachau. Obermayer trató de entregar el informe a su abogado, Rosenthal, pero este se negó a recibirlo debido a su contenido comprometedor. El informe cayó en manos de la policía. Josef Gerum insistió en una carta del 12 de octubre que Obermayer debía ser devuelto al campo de concentración: «Obermayer sólo me teme a mí y mis medidas correctivas. [...] El peligro de que hable de forma libre ante un tribunal sobre las cosas de Dachau es demasiado grande. Lo curioso es que el hombre haya realizado un protocolo exacto de todo lo que ha ocurrido en Dachau y se acuerda incluso del día y la hora exacta, y ha declarado por escrito ese recuerdo de forma íntegra.»
El 10 de octubre, el abogado Rosenthal fue «retenido» por casi tres meses; dos días después Obermayer fue enviado de nuevo a Dachau. La detención preventiva fue levantada el 15 de octubre; del 29 de octubre existe una orden de detención, según la cual Obermayer «es un peligroso extranjero enemigo del estado [...], que incluso desde la cárcel ha tratado de extender terribles rumores, abusando de su derecho a la defensa judicial, tratando de llevarlas al extranjero.» El traslado de Obermayer al campo de concentración antes de que se levantase la detención preventiva era ilegal de acuerdo a la legislación vigente en aquel momento. El 27 de noviembre, el ministro de justicia alemán, Franz Gürtner, comentó a Heinrich Müller de la Gestapo que tenía «serias dudas» sobre el proceso y señaló posibles consecuencias diplomáticas. Obermayer escribió desde Dachau, ayudado por su formación jurídica, numerosas quejas, entre otros a Heinrich Himmler y al administrador de Baviera, Franz von Epp, cartas que por otra parte fueron requisadas por la censura. En una de sus cartas a su hermana, Obermayer se quejaba de que en Dachau no había lectura de calidad en las lenguas de cultura, francés, inglés e italiano. Como consecuencia fue castigado a 21 días de arresto riguroso. La pérdida de su título de doctor, incitada por la Universidad de Fráncfort, no fue aceptada por Obermayer: el acto era contrario a la presunción de inocencia y no estaba previsto en la ley de regulación de los doctorados de 1918, válida en ese momento.
Fritz Ufer, abogado de confianza del consulado suizo en Múnich, se convirtió en el nuevo abogado de Obermayer. En febrero de 1936, la legación de Suiza en Berlín calificó el tratamiento de Obermayer como un «juego del gato y el ratón, que es contrario desde cualquier punto de vista al derecho civilizado.» Anteriormente Suiza había enviado una nota verbal al Ministerio de Asuntos Exteriores alemán. El cónsul general suizo en Múnich, Friedrich Kaestli, era escéptico en cuanto a una visita a Obermayer en la cárcel de la Gestapo que tenían en el Palacio de Wittelsbach, en la misma ciudad, donde el preso se encontraba temporalmente:

Von einem Besuch Obermayers möchte ich nach Möglichkeit so lange absehen, als dieser sich in den Händen der Schutzpolizei befindet. Bei der Einstellung des Häftlings, der von Natur aus unter Komplexen leidet, die durch den langen Aufenthalt im Konzentrationslager nicht besser geworden sind, wird mich ein Besuch in Verlegenheit bringen. Es ist mit Sicherheit zu erwarten, dass Obermayer seine aufgespeicherte Empörung über die ihm in Dachau zuteil gewordene Behandlung über mich zu ergießen versucht. Da mein Besuch nur in Begleitung eines Aufsichtsbeamten erlaubt würde, ist ebenso sicher zu erwarten, dass dieser dann die Unterhaltung sofort abbrechen würde, was ich mir gerne ersparen möchte. Immerhin wäre mir dieser Ausgang noch weniger unangenehm, als wenn Obermayer Gelegenheit hätte, mir seine Dachauer Erfahrungen bekanntzugeben, da ich ihn doch in der Hoffnung enttäuschen müsste, daraus etwas zu seinen Gunsten verwerten zu können. Der Fall erfordert mit seinem politischen Hintergrund in erster Linie eine Taktik der Zweckmäßigkeit, das formale Recht kommt erst in zweiter Linie.
Si es posible, quisiera no visitar a Obermayer mientras esté en manos de la policía. Debido a la actitud del preso, que de naturaleza sufre de diversos complejos, que no han mejorado con su paso por los campos de concentración, una visita me sería embarazosa. Con seguridad es de esperar que Obermayer intente expresarme su indignación acumulada sobre el tratamiento que sufrió en Dachau. Debido a que mi visita sólo puede hacerse en compañía de un funcionario de vigilancia, es igualmente de esperar que este interrumpa inmediatamente la conversación, lo que quisiera ahorrarme. De todas formas, ese resultado me sería incluso menos desagradable que si Obermayer tuviese la oportunidad de darme a conocer sus experiencias en Dachau, ya que tendía que eliminar sus esperanzas de que se pudiese sacar de su relato algo positivo para su caso. Este caso, con su trasfondo político, precisa en primera línea de una táctica de oportunismo, el derecho formal viene después.

La actitud de Kaestli fue aprobada por sus jefes en Berna. El legado en Berlín, Paul Dinichert, por el contrario, abogaba por una visita a Obermayer: de una tal visita se prometía una «cierta tranquilidad» para Obermayer, que este «se comporta de forma indómita y compromete a los policías y los funcionarios de prisiones con sus continuas quejas por escrito, así como por su desmedida correspondencia privada.» Si finalmente se llegó a una visita del cónsul es desconocido.
En verano de 1936 empeoró considerablemente la situación del preso cuando el juez instructor constató que Obermayer era ciudadano alemán. En posteriores informaciones a la embajada suiza se afirmaba que la renuncia del padre de Obermayer a la nacionalidad bávara en 1875 había sido ilegal. Estos comunicados contradecían informaciones anteriores de las autoridades alemanas.

### Condena
El 24 de septiembre de 1936 Obermayer fue trasladado a la cárcel de la audiencia provincial de Wurzburgo. Dos días antes, Günther Joël, de la fiscalía general en el ministerio de justicia de Berlín, había ordenado el traslado al fiscal de Wurzburgo; se habrían producido dificultades diplomáticas. Cuando poco después Obermayer solicitó a un religioso, el fiscal le sometió a un interrogatorio «terriblemente embarazoso», según sus propias palabras. En su queja escribió:

In der Wahrnehmung meiner Rechte und in der Ablehnung jeder Diffamierung als Jude bin ich unnachgiebig, auch auf die Gefahr hin, mir dadurch in der Jetztzeit zu schaden. In puncto Recht und Gleichheit vor dem Gesetz lehne ich jetzt und künftig jeden Kompromiß ab. Ich weise auch die Unterstellung, daß ich irgendwie ein Rechtsgut verletzt hätte, zurück. Ich hoffe, daß auch für Ihr Land Deutschland der Tag kommen wird, wo man die Bestrafung der Homosexualität auf die gleiche Stufe wie die letzte Hexenverbrennung in Oberzell stellen wird. Vielleicht ist Ihnen bekannt, daß bis ca. 1862 in Bayern jede Form von homosexueller Betätigung straffrei war.
En la percepción de mis derechos y en el rechazo de toda difamación como judío permanezco inflexible, incluso con el peligro de perjudicarme a mi mismo en este caso. En la cuestión del derecho y de la igualdad ante la ley rechazo ahora y en el futuro cualquier compromiso. También rechazo la acusación de que haya comprometido algún bien jurídico. Espero que también para su país, Alemania, llegue el día en el que la condena de la homosexualidad queda a la misma altura que la última quema de brujas en Oberzell. Quizás sepa usted que hasta aproximadamente 1862 era legal en Baviera toda forma de homosexualidad.

El abogado de Obermayer, Fritz Ufer, aconsejó a su cliente que renunciase a ese tipo de quejas, ya que estaban irritando a un número creciente de funcionarios. Cuando Obermayer decidió defender su punto de vista, Ufer se sintió ofendido y el 7 de diciembre de 1936, dos días antes del inicio del proceso judicial, renunció a defender a su cliente. Obermayer había rechazado anteriormente una disculpa del abogado. El acta de la Gestapo sobre Obermayer conservada muestra indicios de que hubo conversaciones previas entre la Gestapo y el tribunal. Para la policía secreta era de importancia central evitar que saliese a la luz lo ocurrido en Dachau. Josef Gerum, desde el 1 de octubre director de la Gestapo en Wurzburgo, informó el 4 de noviembre sobre conversaciones con el fiscal del estado y el director de la audiencia provincial: «El fiscal general del estado teme que Obermayer quiera arrastrar [por el barro] a Hitler en su defensa, quizás diciendo que el Führer no estaba en contra de los homosexuales antes del 30 de julio de 1934 y que sabía de todos los actos de Heine y Röhm.» Ya el 29 de junio de 1936 el jefe de la audiencia de Wurzburgo había anunciado que quería «actuar con toda dureza» y conseguir una pena de 19 años e internamiento preventivo. Durante las preparaciones de la Gestapo se contactó con Josef Meisinger, director de la recién fundada Reichszentrale zur Bekämpfung der Homosexualität und der Abtreibung. Meisinger consideraría posteriormente a Obermayer como ejemplo para la necesidad de la existencia de la Reichszentrale.
Para el proceso, que duró del 9 al 13 de diciembre, se encargó a un pasante como turno de oficio la defensa de Obermayer. El público fue excluido en su mayor parte del proceso; tampoco hubo ningún representante de Suiza. A la vez se realizó en Davos el proceso contra David Frankfurter, acusado del asesinato del jefe de la sección suiza del partido nazi, Wilhelm Gustloff.
Según la información sobre el proceso que dio el periódico Würzburger General-Anzeiger, el fiscal del estado calificó el caso como «una cerdada sin igual. El acusado ha realizado su obra con una falta de vergüenza y escrúpulos diabólica. Algo mucho más allá que la lujuria tiene que haberlo impulsado, la ley de la raza.» Según el Fränkischer Volksblatt, Obermayer se defendió ante el tribunal de forma diestra; debido a una «cierta arrogancia» tuvo que «escuchar alguna amonestación del juez y del fiscal». Según el periódico, el acusado temía artículos de prensa tendenciosos y pidió protección al tribuna. «El acusado admitió que había sido homosexual desde su juventud, lo que le había agobiado y, debido a su estado emocional, había preguntado a un médico, que le aconsejó vivir según su naturaleza,» según informó el Fränkische Volksblatt. Obermayer mismo declaró que en sus relaciones con hombres antes de su detención en 1934, también con algunos mucho más jóvenes que él, nunca había cruzado las líneas señaladas por el código penal.
El 13 de diciembre de 1936, la audiencia provincial de Wurzburgo condenó a Obermayer a diez años de trabajos forzados y la pérdida de sus derecho al voto, además de «internamiento de seguridad» tras los diez años de trabajos forzados. El tribunal lo consideró culpable de 30 casos de «fornicación contra natura» con hombres, de acuerdo al artículo 175 del código penal; en dos acusaciones adicionales fue declarado inocente y en cinco más se anuló el proceso. En las pesquisas que precedieron el juicio se habían investigado más de 100 casos, de los que la mayoría fueron descartados por haber prescrito. El «internamiento de seguridad» fue ordenado ya que Obermayer era considerado un «criminal habitual» («gefährlicher Gewohnheitsverbrecher») según el artículo 20a del código penal; era de esperar que «el acusado, tras su excarcelación, acometa de nuevo ataques contra el honor sexual masculino protegido por el código penal.» En la celda de Obermayer se había encontrado una carta de amor a un compañero de prisión.
El periódico semanal antisemita de Núremberg, Der Stürmer, abría su portada de diciembre de 1936 con el titular «Satanás ante el tribunal. El proceso contra el corruptor de hombres, el judío Obermayer. Escalofriantes vilezas de un auténtico judío del Talmud.» En enero de 1937 Der Stürmer anunció que expondría a la vergüenza pública a todo abogado defensor de Obermayer. Der Stürmer también llevó a cabo su amenaza; una denuncia civil posterior de un abogado contra el periódico fue desestimada.
Con ayuda de un nuevo abogado, Obermayer pudo conseguir un recurso contra la sentencia. El tribunal superior de Leipzig anuló parcialmente el 20 de abril de 1937 la sentencia en presencia de un funcionario del consulado suizo. En un nuevo juicio en la audiencia provincial de Wurzburgo, el mismo juez confirmó la pena el 16 de junio de 1937.

### Muerte en el campo de concentración de Mauthausen

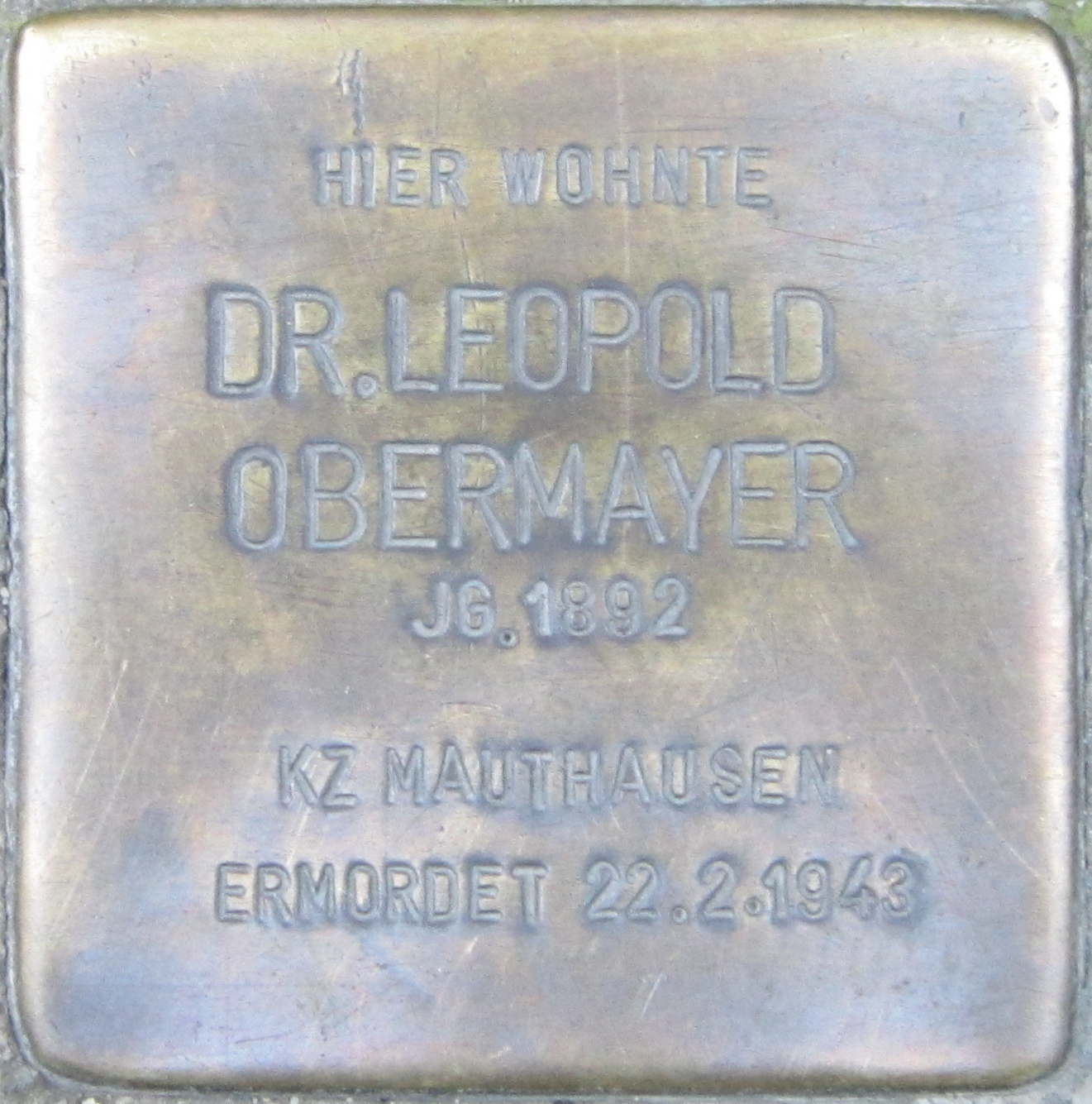
Stolperstein dedicada al Dr. Obermayer en Wurzburgo.

Hasta 1942 Obermayer permaneció en presidios de Amberg y Waldheim. A finales de 1942 fue trasladado a Schröttersburg an der Weichsel (el polaco: Płock). Según el derecho nazi, Obermayer se encontraba así en el extranjero y, según la Decimoprimera Ordenanza de la Ley de Ciudadanía del Reich de noviembre de 1941, Obermayer, al ser judío, pedía su discutida nacionalidad alemana. En diciembre de 1942 Obermayer consiguió solicitar en el consulado general de Múnich dos confirmaciones por escrito de su nacionalidad suiza. El consulado se negó a entregarlas.
Obermayer pertenecía a los presos que, tras un acuerdo entre el nuevo ministro de justicia Thierack y Himmler, fueron elegidos por una comisión formada por funcionarios del ministerio de justicia y las SS para ser trasladados a los campos de concentración y «destruidos a través del trabajo». Bajo circunstancias desconocidas Obermayer falleció el 22 de febrero de 1943 en el campo de concentración de Mauthausen. Un curador suizo que Obermayer había organizado en 1936 suponía en abril de 1943 que este había muerto, ya que las cartas enviadas eran devueltas con la nota «desconocido, mudado». El certificado de defunción de Obermayer fue expedido por el registro de Mauthausen II/Oberdonau y enviado a la embajada suiza en octubre de 1943 con una nota verbal.
Delante de la casa de Obermayer en la calle Wolframstraße, número 1, de Wurzburgo, se colocó el 17 de julio de 2006 un Stolperstein.